# Mézières-en-Brenne

Mézières-en-Brenne este o comună în departamentul Indre, Franța. În 1 ianuarie 2022 avea o populație de 956 de locuitori.